# محمد إبراهيم أبو سليم
```
محمد إبراهيم أبو سليم
 ولد في قرية سركمتو في 
الولاية الشمالية
 
بالسودان
 في 
27
 
يوليو
 
1927
 درس المرحلة الابتدائية بمدينة عبري والمتوسطة والثانوية 
بوادي حلفا
 ، ثم درس 
علم الوثائق
 
بجامعة الخرطوم
 عام 
1955م
 وفور تخرجه التحق بمكتب صغير مختص بحفظ الوثائق في وزارة الداخلية ومالبث أن تطور المكتب الصغير على يديه إلى 
دار الوثائق القومية
 نال الدكتوراة في 
فلسفة
 
التاريخ
 من 
جامعة الخرطوم
 في عام 
1966
 م.
[
1
]
 ===
```

توفي في الخرطوم في يوم 7 فبراير 2004

## الانتباه إلى اهمية الوثائق
تنبه البروفيسور ابوسليم منذ بواكير إلتحاقه بالعمل بإدارة المحفوظات إلى قيمة ما تحت يده من كنوز، وقاده حسه المتيقظ وذكاؤه الفطرى وإهتماماته التاريخية إلى قيمة وأهمية ما يمكن أن توفره محفوظاته من معلومات ثرة ومفيدة في جميع المجالات التي يحتاج اليها بلده الذي إستقل حديثاً، فهو من أوائل من أدركوا خطورة المعلومة وأهميتها بالنسبة للشعوب، وأول من عمل لنشر الوعي بالوثائق في السودان.
وقد تزامنت بداية عهد الدكتور ابوسليم بالعمل مع وقوع حدث دعم إحساسه بأهمية هذه الوثائق وكان له أكبر الأثر في وضع الموجهات التي سار عليها عمله فيما بعد، ذلك الحدث هو نشوب التمرد في جنوب السودان، فعند وقوع التمرد كانت الحكومة الوطنية حديثة عهد بالحكم ولم يكن الحكام ولا الإداريون على دراية تامة أو معرفة وثيقة بالأوضاع في جنوب السودان ولم يكونوا لصيقين بما يجري فيه مما استدعى رجوعهم للوثائق الخاصة بالجنوب للوقوف على المعلومات الضرورية لتعينهم على الأسلوب الأمثل للتعامل مع الحدث وكيفية معالجة الإشكال الكبير الذي استجد على الساحة.
ومن هنا تأكد للبروفيسور ابوسليم ومن أهمية المعلومات التي تحويها الوثائق والدور الحيوي الذي يمكن أن تلعبه فيما يتعلق بالمعالجات إنطلاقاً من السوابق الإدارية ومن متابعة ورصد تواريخ الأحداث، ومن ثم بدأ الترتيب والاستعداد أن تصبح دار الوثائق مهيأة لتقديم المعلومة عن أي موضوع يطرأ وفى كل مشكلة تنشأ، وقد صار هذا الاتجاه جزءاً ثابتاً وأساسياً في برنامج دار الوثائق العملي.
وإنطلاقاً من هذا الفهم والتوجه كان إسهام دار الوثائق في المؤتمرات على إختلاف وتنوع محاورها، ومشاركة دار الوثائق في إيجاد الحلول للمشاكل التي تنشب ومشاكل الحدود القبلية والإقليمية ومشاكل تقسيم المديريات.
وكذلك تزامن بدء عمل البروفيسور ابوسليم بدار الوثائق مع الأحداث الكبرى التي سبقت إعلان استقلال السودان وهو الحدث الأكبر الذي أثار الحس الوطني وولد الرغبة القوية والإهتمام بكتابة تاريخ السودان والشئون المتعلقة به، منذ البدء عنى البروفيسور ابوسليم بخلق الصلة بين دار الوثائق بوصفها مصلحة حكومية تهتم بالمعلومات والتراث للسودان وبين المجتمع السودانى في إطاره الواسع.

## الأنشطة العلمية والعملية والأكاديمية
- عضو لجنة تاريخ الأمة العربية.

- ترأس عدداً من اللجان القومية أهمها لجنة تقسيم مديريات السودان وساهم في بناء الحكم المحلي
- أستاذ زائر بجامعة الخرطوم 1967م
- أستاذ علم الوثائق والأرشيف ورئيس قسم الوثائق والمكتبات بجامعة أم درمان الإسلامية (1975- 1981 م).
- أستاذ زائر بقسم التاريخ بجامعة برجن في النرويج (89-1994 م).
- زمالة جامعة النيلين بدرجة أستاذ (95-1996) ودرس بها التاريخ والأرشيف والوثائق.
- محاضر في مدرسة علوم الإعلام بالرباط (المغرب) في مادتي الأرشيف والوثائق.
- محاضر في معهد الجهاد الليبي للتراث الشفوي.
- خبير معتمد في الأرشيف لدى اليونسكو، كان له نشاط واسع في المجلس الدولي للأرشيف وفرعه العربي ولجانه المتخصصة.
- أشرف على عشرات الأطروحات العلمية في الماجستير والدكتوراة وأعد مذكرات تقييم للجان ترقية أساتذة الجامعات.
- أعد عدة تقارير لحكومة السودان في عدة شؤون أهمها المشاكل القبلية وأمور الحدود.
- ترأس الجمعية التاريخية السودانية.
- عضو الأمانة العامة للمؤرخين العرب وعضو المجلس القومي للآداب والفنون في السودان.
- يعتبر حجة في تاريخ الثورة المهدية ونظمها.
- حقق كثيراً من الأدبيات ما جعله رائد التحقيق في السودان.
- أنشأ مركز أبو سليم للدراسات.

## مؤلفاته
من أهم مؤلفاته:
- في الشخصية السودانية.
- الحركة الفكرية في المهدية.
- الآثار الكاملة للإمام المهدي.
- الختم الديواني في السودان.
- الفور والأرض.
- الفونج والأرض.
- الأرض في المهدية.
- الخصومة في مهدية السودان.

## الأوسمة
- كرمته طائفة الأنصار بندوة ومهرجان شعبي كبير بمناسبة تقاعده تقديراً لأعماله العلمية في تاريخ المهدية.
- كرمته الدولة عند تقاعده بحفل كبير أقيم بقاعة الصداقة لخدماته الجليلة.
- وسام الجدارة تقديراً لجهده في إنشاء دار الوثائق القومية عام 1981م.
- وسام العلم والآداب والفنون الذهبى تقديراً لأعماله العلمية عام 1981م.
- وسام الحكم الإقليمي الفضي تقديراً لإسهامه في بناء الحكم الإقليمي في السودان عام 1984م.
- وسام الإنجاز السياسي لإسهامه في مؤتمر الحوار الوطني حول قضايا السلام عام 1989م.
- وسام النيلين من الطبقة الأولى في إحتفال تكريم الدولة له عام 1999م.
- وسام المؤرخ العربي.

## أنظر أيضًا
- دار الوثائق القومية
- علي صالح كرار
- أحمد إلياس حسين
- الطيب زين العابدين